# 艾莉森·伊丽莎白·泰勒
艾莉森·伊丽莎白·泰勒（Alison Elizabeth Taylor，1973年—），美国艺术家，出生於阿拉巴马州的塞尔玛，目前工作生活于纽约市。
艾莉森·伊丽莎白·泰勒以她文艺复兴风格的镶嵌艺术及以当代事物为主题的木版画闻名于世。其作品曾在诸多知名画廊展出，并被纽约时报、纽约客、村声周报等媒体报道。